# Pascal törvénye
Pascal törvénye a folyadékok mechanikájában a hidrosztatika alaptörvénye, mely kimondja, hogy nyugalomban lévő folyadék minden azonos magasságban lévő pontjában a nyomás azonos és minden irányban egyenlő, még akkor is, ha a saját súlyán kívül többletnyomás is hat rá. Nyugvó folyadékban a nyomás csökkenés nélkül minden irányban továbbterjed. Másrészről a nyomáskülönbség két különböző h1 és h2 magasságban lévő pont között:
{\displaystyle P_{2}-P_{1}=-\rho g(h_{2}-h_{1})\,}
ahol ρ (ró) a közeg sűrűsége, g a földi nehézségi gyorsulás és h1, h2 a magasság.
A törvény a 17. századi nagy francia tudósnak, Blaise Pascalnak nevéhez fűződik.
Nyugvó folyadékokban a szilárd testekkel ellentétben nem ébredhet csúsztató feszültség. Áramló folyadékokban természetesen ébred a viszkozitásból eredő belső súrlódás, azonban ez a sebesség függvénye. Ez egyszerű szavakkal azt jelenti, hogy például nyugvó vízfelület és szélcsend mellett egyetlen ember is el tud vontatni egy akármekkora hajót, ha lassan is.

1. ábra

Jelöljünk ki képzeletben a nyugvó folyadékban egy tetszőleges háromoldalú hasábot. A hasáb oldallapjaira ható, a nyomásból származó erők merőlegesek a lapokra. Ha az ábra szerint felrajzoljuk az erők egyensúlyát jelentő vektorsokszöget, akkor látható, hogy egyensúly csak akkor lehetséges, ha az erők az oldallapok területével arányosak, ebből viszont, mivel az oldallapra ható erő nagysága a nyomás és a terület szorzatával egyenlő, az következik, hogy a nyomásnak minden lapon egyenlőnek kell lennie. Ez akkor is igaz, ha súlyos folyadékról van szó, melynél a nyomás a magasság függvényében változik, mert ha a lapok méreteit arányosan csökkentjük, határértékben a nyomáseltérés nullához tart.
Mivel a hasábot tetszőlegesen vettük fel, ebből következik, hogy a nyugvó folyadék (vagy gáz) egy pontjában mérhető nyomás nagysága független az iránytól. Ha a szilárd testekben ébredő feszültségek fogalmaival akarjuk ezt kifejezni, az mondható, hogy a folyadék feszültségi állapota gömb.

## Alkalmazások
- Pascal törvényén alapul a vécépumpa és a hidraulikus sajtó.
- Felhasználják az artézi kutaknál, a víztoronynál és a vízzáró gátaknál.
- A levegő nyomása a magassággal csökken. Ezt a tényt maga Blaise Pascal észlelte először az 1464 méteres Puy-de-Dôme hegyen és a párizsi Saint-Jacques toronynál.

## Külső hivatkozások
- Porkoláb Tamás: Folyadékok mechanikája I.